# Rečica (Završnica)
Rečica je potok v Karavankah. Izvira v bližini Valvasorjeve koče pod goro Stol oziroma na južnem pobočju Belščice. Teče zahodno od vrha Smolnik (1075 m) in se pri naselju Moste izliva v potok Završnica, ki se nedaleč od sotočja kot levi pritok izlije v Savo Dolinko.